# Jan Tesař (politik)
Jan Tesař (8. května 1978, Jihlava) je český podnikatel a politik, od září 2019 do ledna 2022 místopředseda hnutí Trikolóra.
Narodil se a žije v Jihlavě. Vystudoval SOU obchodní v Jihlavě. Od roku 2002 podniká; živí se jako obchodník s kávou a kávovary.
Politicky se angažoval nejprve za Občanskou demokratickou stranu (v letech 2005–2012) a následně za hnutí Trikolóra (od roku 2019).
Je ženatý, otec čtyř dětí.